# Unije
Unije (italsky Unie) je malý ostrov v Jaderském moři v Kvarnerském zálivu. Je součástí Chorvatska, leží v Přímořsko-gorskokotarské župě a spadá pod opčinu města Mali Lošinj. V roce 2011 žilo na celém ostrově 88 obyvatel, všichni ve stejnojmenné vesničce na jihozápadě ostrova.
Na ostrově se nachází letiště, dále pak lodní a trajektový přístav. Na východě se nachází ostrov Lošinj, na jihovýchodě ostrov Vele Srakane.